# Феа та хроа
Феа та хроа (англ. Fëa and hröa) — в легендаріумі Дж. Р. Р. Толкіна слова мовою квенья, що позначають відповідно «душа, дух» (мн. феар) і «тіло» (мн. хроар). Феа та хроа — одні з найважливіших понять у концепції долі та зумовленості у Толкіна. Ці поняття зустрічаються тільки у двох книгах серії «Історія Середзем'я»: X «Перстень Моргота» і XII «Народи Середзем'я».
Діти Ілуватара (ельфи і люди) описані як істоти, що складаються з двох частин: «духу» або «душі» (феа) і «тіла» (хроа), створеного з речовини Арди (ерма); відповідно всі хроар спаплюжені (або, використовуючи визначення самого Толкіна, містять «частку Мелькора»). Це пояснює, чому Мелькорові та його слугам було простіше спокусити людей, ніж ельфів: людські феар набагато гірше контролюють свої хроар. На думку ельфів, феа безсиле без хроа, і навпаки, хроа, позбавлене феа, не здатне до життя.

## Феа та хроа у ельфів
Доля ельфів — жити стільки, скільки існує Арда, вони прив'язані до світу і не можуть покинути його. На відміну від людей, ельфи не вмирають від хвороб або старості. Але ельф може бути вбитий або втратити волю до життя, наприклад, від нестерпної туги. Коли ельф гине, його феа залишає хроа, яка після цього «вмирає». Феа ж викликається до Палацу Мандоса, де відбувається суд; проте зі смертю феар ельфи не втрачають вільної волі і можуть не відгукнутися на такий заклик. Із дозволу Мандоса, феа може бути втілена знову в новому тілі, аналогічному попередньому хроа (в більш ранніх версіях легендаріуму вона також могла знову входити у створений світ із народженням дитини).
Ґлорфіндел загинув у битві в Ґондоліні в Першу епоху; він був єдиним ельфом, який повернувся після смерті в Середзем'я (приблизно 1600 року Другої Епохи). Ця подія примітна не тільки з огляду на те, що ельфи після вторинного втілення зазвичай залишалися в Амані й не поверталися в Середзем'я, а й тому, що Ґлорфіндел був одним з нолдор, які підпадають під Прокляття Мандоса і Заборону Валар.
Феа може вирішити залишитися в Палаці Мандоса, або йому може бути заборонено перевтілення. Це зазвичай відбувається, якщо за життя ельф скоїв багато зла (або є одним з нолдор, які підпадають під Прокляття Мандоса). У цьому випадку феа може чекати дуже довго або взагалі ніколи не отримати дозволу покинути Мандоса. Одним із таких ельфів є ватажок ельфів-нолдор Феанор (чиє ім'я перекладається як «вогняна феа»).

## Феа та хроа у людей та інших істот
Ситуація з людьми інша: людське феа — тільки гість в Арді, і коли хроа вмирає, феа, після короткого перебування в Чертогах Мандоса, залишає Арду назавжди. Спочатку люди могли
|                                                                            | …припиняти своє життя: вмирати з власної волі, або навіть бажаючи цього, або в estel… |
| — Дж. Р. Р. Толкін, Історія Середзем'я, книга X «Перстень МорҐота", с. 341 |                                                                                       |

але Мелькор змусив людей боятися смерті замість того, щоби з радістю приймати Дар Еру. Людьми, здатними добровільно йти з життя, були нуменорці протягом перших століть своєї історії, а також Араґорн.
Через це й ідеться, що долі людей і ельфів різні. Вибір напівельфа — це вибір феа, а не хроа. Лутіен — єдина з ельфів, кому дозволили розділити долю людей: її феа пішла з Арди і була втрачена для нащадків (разом з її коханим Береном, єдиною людиною, якій було дозволено воскреснути і тимчасово повернутися до Середзем'я).
Туор, син Хуора, є таким же винятком (унікальним для його раси) — йому було дозволено духовне «переродження», щоб його феа стала подібною до ельфійської.
Не тільки Діти Ілуватара володіли феа — вони також були даровані Ентам і деяким тваринам, як-от вовкодав Гуан і, можливо, велетенські орли. Коли Ілуватар прийняв дітей Ауле, ґномів, він також подарував їм власні феар.